# برج پخش تلویزیونی نانجینگ
برج پخش تلویزیونی نانجینگ (چینی: 江苏南京广播电视塔) برجی است که در شهر نانجینگ، کشور چین قرار دارد. این برج ۳۱۸٫۵ متر ارتفاع دارد.